# Vinekh
 (octobre 2014).
Si vous disposez d'ouvrages ou d'articles de référence ou si vous connaissez des sites web de qualité traitant du thème abordé ici, merci de compléter l'article en donnant les références utiles à sa vérifiabilité et en les liant à la section « Notes et références ».
Vinekh (†762) est le khan des Bulgares de 756 à 762.
Fils de Kormesius, frère de Sevar et beau-frère de Savin. Il est massacré avec sa famille.